# Ori (Stargate SG-1)

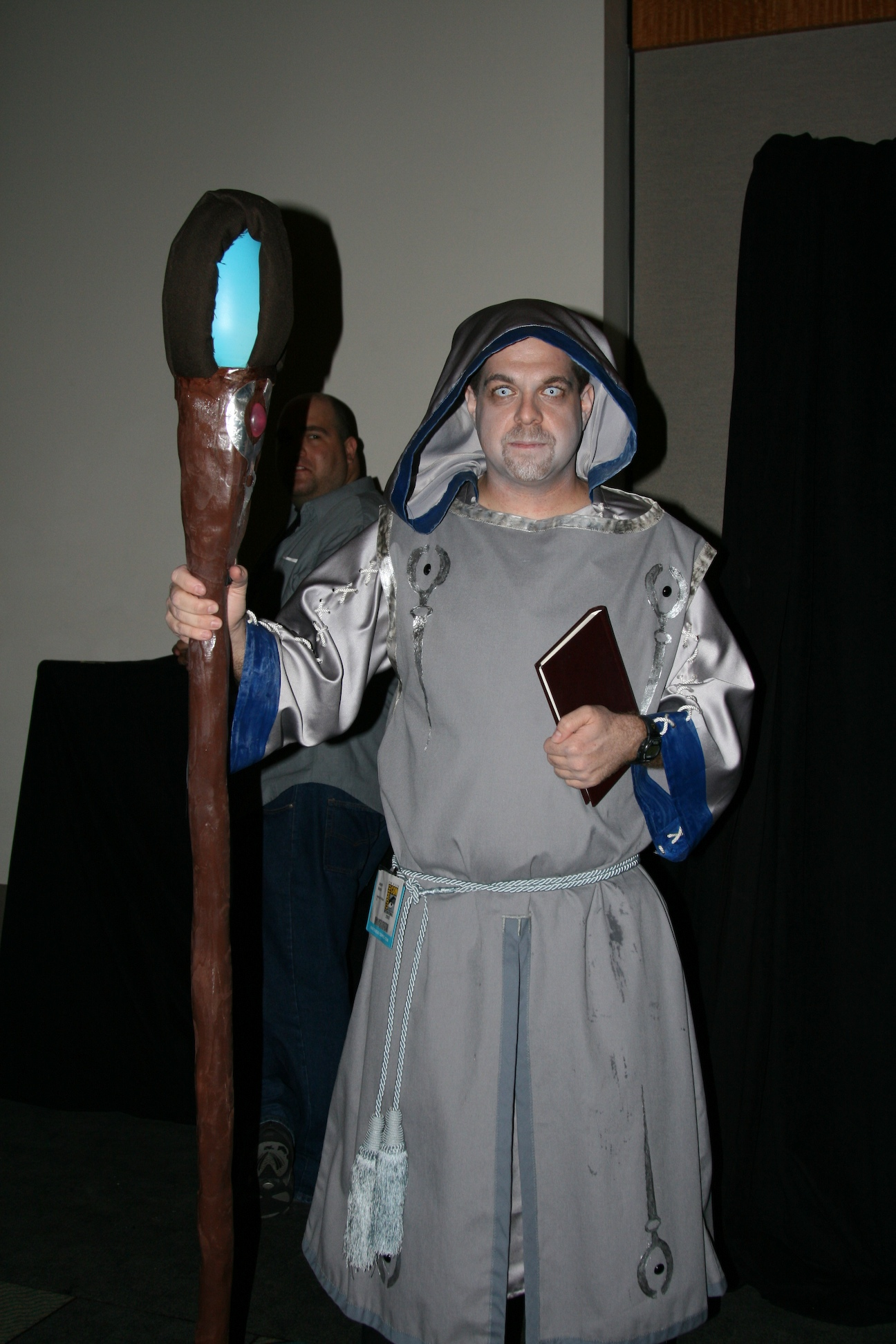
Cosplay i form av ett fan av serien som representerar en förkunnare av Oris.

Ori är i science fiction-TV-serien Stargate SG-1 en slags "upphöjda" varelser som befinn sig utanför sina kroppsliga begränsningar. Ori behöver människors tillbedjan för att behålla sina krafter.

## Utseende
Oris var fysiskt sett identiska med människor men besitter stora mentala krafter, såsom helande. För några miljoner år sen blev Ori uppstigna. Ori har ATA-genen.

## Oris språk
Ori och De Gamla har samma språk, och deras språk är praktiskt taget en latinsk dialekt.

## Oris historia
För miljontals år sedan lämnade Ori sina kroppar och blev uppstigna. De försökte utplåna de sista Alteranerna. De skapade människor som skulle tillbe dem. I TV-serien Stargate SG-1 sände Ori ut en armé av Ori-troende på ett intergalaktiskt korståg till Vintergatan. 
Ori ville påtvinga befolkningen i Vintergatan till sin religiösa fanatism.
År 2007 gjorde Ori Vala Mal Doran med barn, och barnet skulle leda Oris armé till Vintergatan. Ori levde på tre planeter i hemgalaxen. Deras hemvärld är planeten Celestis, där de tillsammans med De Gamla ursprungligen kom ifrån.
Under tionde säsongen av Stargate SG-1 sände SG-1-gruppen Merlins "Anti-Ori-Vapen" igenom "Supergaten" och utplånade Ori, med undantag att några överlevde.

## Prior
Prior som blev Origins präster är artificiellt utvecklad människor. De skapades av Ori . Prior har avancerad förmågor. När Ori lärde sig om människorna i Vintergatan sände de Prior till vintergatan som missionärer för att predika den nya tron. En Prior ger oftast en värld några dagar på sig för följa den nya tron. Om en värld inte lyder Ori utplånar Prior hela befolkningen med sin stav. Prior är bleka i ansiktet och har några tecken i ansiktet. Oris korstågarmé består av människor som är manipulerade genom Oris tron. Armén använder Oritron som en kraftkälla. Många människor i galaxen har tvingats att accptera Origin för inte att bli utplånade. Ori lovar sina tillbedjare att de ska få bli uppstigna när de dör. Kraften som Ori besitter är ett resultat av avancerad teknik som gör dem till övernaturliga för de människor som dyrkar dem.
De gamla i Vintergatan, är också de upphöjda precis som Ori. De Gamla intar en neutral hållning i kriget mellan Vintergatans befolkningar – trots. att de själva är hotade av Ori – och bara några av De gamla försöker hjälpa Stargate Command.

## Oris teknik
Oris teknik är väldigt lik De Gamlas. Oris rymdskepp får sin kraft ifrån Prior. Med hjälp av Priors fysiologi kan de styra skeppen med hjälp av en kontrollstol precis som De Gamla använder. 
Märk väl att Oris stavvapen och Goa'ulds stavvapen är mycket lika i konstruktion såväl som i eldkraft. Detta beror på att Goa'uld har stulit nästan allt av De Gamlas teknik som de har kommit över. Ori och De Gamla har samma ursprung. Ori försökte utplåna Alteranerna (De Gamla) och lyckades nästan med det för cirka 50 miljoner år sedan. Ori lyckades nästan utrota De Gamla igen för 10 000 år sedan med hjälp av Oripesten. Ori var den mera religiösa sidan av Alteranerna.
Kända Ori:
- Adria - En Ori- och människohybrid och Vala mal Dorans dotter

### Lista över Ori-teknik
- Kontrollstolen
- Ori-stavvapnet
- Supergaten
- Oris moderskepp
- Ori-pesten
- Ringtransporten
- Ori-bedövningsvapnet.